# Ben Ainslie

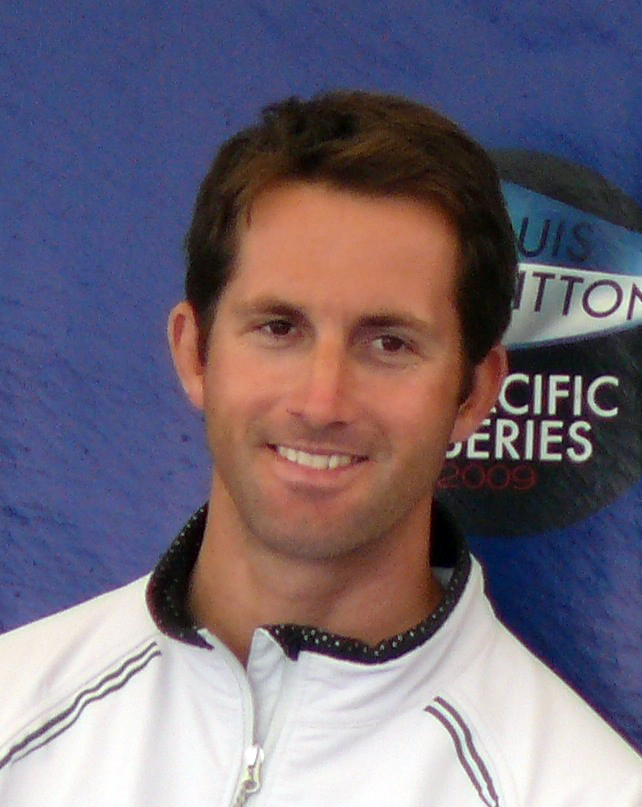
Sir Ben Ainslie

Charles Benedict "Ben" Ainslie, född 5 februari 1977 i Macclesfield, är en brittisk seglare. I världsmästerskapet i laserklassen har han vunnit  en guldmedalj år 1999 och tre bronsmedaljer år 1996, 1997 och 2000. Han har även vunnit världsmästerskapet i finnjolle sex gånger, år 2002, 2003, 2004, 2005, 2008 och 2012. Ainslie har deltagit i olympiska sommarspelen fem gånger. I Atlanta år 1996 vann han en silvermedalj i laser och i de följande fyra olympiska spelen vann han guld, i Sydney år 2000  i laser och i Aten 2004, Peking 2008  och London 2012 i finnjolle.